# Solonghello
Solonghello (piemontiul: Slonghé) település Olaszországban, Piemont régióban, Alessandria megyében. Lakosainak száma 196 fő (2023. január 1.). Solonghello Camino, Mombello Monferrato, Pontestura és Serralunga di Crea községekkel határos.

## Népesség
A település lakossága az elmúlt években az alábbi módon változott:
| Lakosok száma | 228  | 217  | 196  |
|               | 2017 | 2018 | 2023 |